# Bui (Kama)
Der Bui (russisch Буй) ist ein linker Nebenfluss der Kama im Nordosten des europäischen Teils von Russland.
Der Bui entspringt auf den Tulwinskaja-Höhen im Süden der Region Perm.
Er fließt in westsüdwestlicher Richtung in die Republik Baschkortostan.
Er fließt nördlich an Janaul vorbei. Im Unterlauf wird der Fluss aufgestaut. Schließlich mündet er südlich von Kambarka in Udmurtien in die zum Nischnekamsker Stausee aufgestaute Kama.
Der Bui hat eine Länge von 228 km. Er entwässert ein Areal von 6530 km².
Der mittlere Abfluss bei dem am Mittellauf gelegenen Dorf Tschischmy beträgt 24,3 m³/s.
Zumindest in der Vergangenheit wurde auf dem Fluss Flößerei betrieben.